# برمواتان
برمواتان (به انگلیسی: Bromoethane) یک ترکیب شیمیایی است. شکل ظاهری این ترکیب، مایع بی‌رنگ است.